# Allora major
Allora major is een vlinder uit de familie van de dikkopjes (Hesperiidae). De wetenschappelijke naam van de soort is voor het eerst geldig gepubliceerd in 1916 door Lionel Walter Rothschild.